# Nosodendron fijiense
Nosodendron fijiense är en skalbaggsart som beskrevs av Lea 1931. Nosodendron fijiense ingår i släktet Nosodendron och familjen almsavbaggar. Inga underarter finns listade i Catalogue of Life.